# Waheeda Rehman
Waheeda Rehman (Chengalpattu, 3 februari 1938) is een Indiase actrice en danseres die debuteerde in Telugu en in verschillende Hinditalige films, evenals in Telugu-, Tamil-, Bengaals- en Malayalamtalige films verscheen. Ze staat bekend om haar bijdragen aan verschillende filmgenres en verschillende rollen uit de jaren vijftig, zestig en zeventig. Gedurende haar carrière is ze door verschillende media aangeduid als een van Bollywood's grootste, meest invloedrijke en mooiste actrice.

## Biografie
Waheeda Rehman werd op 3 februari 1938 geboren als de jongste van de vier dochters van Mohammed Abdur Rehman en Mumtaz Begum. Haar vader overleed in 1951.

## Carrière
Hoewel Rehman haar eerste filmdebuut dankzij de Telugu-film “Rojulu Marayi” (1955) behaalde, kreeg ze vooral bekendheid voor haar werk in Hindi-films, geregisseerd en geproduceerd door Guru Dutt, waaronder “CID” (1956), “Pyaasa” (1957), “Kaagaz Ke Phool” (1959), “Chaudhvin Ka Chand” (1960) en “Sahib Bibi Aur Ghulam” (1962). Voor de laatste film ontving ze haar eerste Filmfare-nominatie. Ze bleef acteren, speelde in succesvolle films en vestigde zich als een van de leidende dames in de klassieke Indiase cinema.
Rehman's carrière bereikte een hoogtepunt toen ze twee keer de Filmfare Award voor Beste Actrice won, voor de Bollywood-klassieker “Guide” (1965) en de romantische thriller “Neel Kamal” (1968). Bovendien ontving zij nominaties voor “Ram Aur Shyam” (1967) en “Khamoshi” (1970), waarvan de laatste als haar grootste prestatie in de filmindustrie wordt beschouwd. Ze speelde ook in de door Satyajit Ray geregisseerde “Abhijan” (1962) en in de met Raj Kapoor veelgeprezen “Teesri Kasam” (1966).
In 2011 eerde de regering van India Rehman met de Padma Bhushan, de op twee na hoogste burgerlijke onderscheiding van het land, wat bijdroeg aan haar eerdere eer die Padma Shri haar in 1972 verleende. Naast acteren is Rehman een filantroop. Na haar carrière in de filmindustrie houdt ze zich bezig met onderwijs en is ze ambassadeur van microkrediet verlenende organisatie “Rang De”, waarmee armoede in India bestreden wordt.

## Privéleven
Van 1974 tot zijn overlijden in 2004 was Rehman gehuwd met acteur Kamaljeet. Samen hebben zij twee kinderen: dochter Kashvi en zoon Sohail.

## Filmografie
| Jaar | Film                        | Rol                           | Taal             | Notitie                                           |
| ---- | --------------------------- | ----------------------------- | ---------------- | ------------------------------------------------- |
| 1955 | Rojulu Marayi               |                               | Telugu           | nummer "Eruvaaka Sagaroranno Chinnanna"           |
| 1955 | Jayasimha                   | Prinses Padmini               | Telugu           |                                                   |
| 1955 | Kaalam Maari Pochu          |                               | Tamil            | nummer "Yeru Thooki Povayae Annae Chinnanae"      |
| 1956 | Alibabavum 40 Thirudargalum |                               | Tamil            | nummer "Salaam Babu, Salaam Babu, Enaai Paarunga" |
| 1956 | C.I.D.                      | Kamini                        | Hindi            |                                                   |
| 1957 | Pyaasa                      | Gulabo                        | Hindi            |                                                   |
| 1958 | 12 O'Clock                  | Bani Choudhary                | Hindi            |                                                   |
| 1958 | Solva Saal                  | Laaj                          | Hindi            |                                                   |
| 1959 | Kaagaz Ke Phool             | Shanti                        | Hindi            |                                                   |
| 1960 | Kala Bazar                  | Alka                          | Hindi            |                                                   |
| 1960 | Ek Phool Char Kaante        | Sushma                        | Hindi            |                                                   |
| 1960 | Chaudhvin Ka Chand          | Jameela                       | Hindi            |                                                   |
| 1960 | Girl Friend                 |                               | Hindi            |                                                   |
| 1961 | Roop Ki Rani Choron Ka Raja | Rani                          | Hindi            |                                                   |
| 1962 | Sahib Bibi Aur Ghulam       | Jaba                          | Hindi            |                                                   |
| 1962 | Bees Saal Baad              | Radha                         | Hindi            |                                                   |
| 1962 | Baat Ek Raat Ki             | Neela/ Meena                  | Hindi            |                                                   |
| 1962 | Rakhi                       | Radha                         | Hindi            |                                                   |
| 1962 | Abhijan                     | Gulabi                        | Bengaals         |                                                   |
| 1963 | Mujhe Jeene Do              | Chameli Jaan                  | Hindi            |                                                   |
| 1963 | Kaun Apna Kaun Paraya       | Asha                          | Hindi            |                                                   |
| 1963 | Ek Dil Sau Afsane           | Sunita                        | Hindi            |                                                   |
| 1964 | Kohra                       | Rajeshwari                    | Hindi            |                                                   |
| 1964 | Shagoon                     | Geeta                         | Hindi            |                                                   |
| 1964 | Majboor                     | Sushila Mehta                 | Hindi            |                                                   |
| 1965 | Guide                       | Rosie Marco/ Miss Nalini      | Hindi            |                                                   |
| 1966 | Teesri Kasam                | Hira Bai                      | Hindi            |                                                   |
| 1966 | Dil Diya Dard Liya          | Roopa                         | Hindi            |                                                   |
| 1967 | Patthar Ke Sanam            | Taruna                        | Hindi            |                                                   |
| 1967 | Ram Aur Shyam               | Anjana                        | Hindi            |                                                   |
| 1967 | Palki                       | Mehroo                        | Hindi            |                                                   |
| 1968 | Neel Kamal                  | Rajkumari Neel Kamal/ Sita    | Hindi            |                                                   |
| 1968 | Aadmi                       | Meena                         | Hindi            |                                                   |
| 1968 | Baazi                       | Elizabeth D'Silva             | Hindi            |                                                   |
| 1969 | Khamoshi                    | zuster Radha                  | Hindi            |                                                   |
| 1969 | Shatranj                    | Meena Thakur                  | Hindi            |                                                   |
| 1969 | Meri Bhabhi                 | Maya                          | Hindi            |                                                   |
| 1970 | Prem Pujari                 | Suman Mehra                   | Hindi            |                                                   |
| 1970 | Man Ki Aankhen              | Geeta                         | Hindi            |                                                   |
| 1970 | Dharti                      | Jwala/ Prinses Chitralekha    | Hindi            |                                                   |
| 1970 | Darpan                      | Madhvi                        | Hindi            |                                                   |
| 1971 | Man Mandir                  | Krishna/ Radha                | Hindi            |                                                   |
| 1971 | Reshma Aur Shera            | Reshma                        | Hindi            |                                                   |
| 1972 | Zindagi Zindagi             | Meeta Sharma                  | Hindi            |                                                   |
| 1972 | Trisandhya                  | Indu                          | Hindi/ Malayalam |                                                   |
| 1972 | Subha O Sham                | Shirin                        | Hindi            |                                                   |
| 1972 | Dil Ka Raja                 | Laxmi                         | Hindi            |                                                   |
| 1973 | Phagun                      | Shanta Bangan/ Shamrao Dhamle | Hindi            |                                                   |
| 1973 | Insaaf                      | Janki                         | Hindi            |                                                   |
| 1974 | Bangaaru Kalalu             |                               | Telugu           |                                                   |
| 1976 | Aadalat                     | Radha                         | Hindi            |                                                   |
| 1976 | Kabhi Kabhie                | Anjali Malhotra               | Hindi            |                                                   |
| 1978 | Trishul                     | Shanti                        | Hindi            | gastoptreden                                      |
| 1979 | Aaj Ki Dhara                |                               | Hindi            |                                                   |
| 1979 | Jiban Jerakam               |                               | Bengaals         |                                                   |
| 1980 | Jyoti Bane Jwala            | Malti                         | Hindi            |                                                   |
| 1980 | Jwalamukhi                  | Savita Devi                   | Hindi            |                                                   |
| 1982 | Sawaal                      | Anju D. Mehta                 | Hindi            |                                                   |
| 1982 | Namak Halaal                | Savitridevi                   | Hindi            |                                                   |
| 1982 | Namkeen                     | Jugni                         | Hindi            |                                                   |
| 1982 | Dharam Kanta                | Radha Singh                   | Hindi            |                                                   |
| 1983 | Himmatwala                  | Savitri                       | Hindi            |                                                   |
| 1983 | Mahaan                      | Janki                         | Hindi            |                                                   |
| 1983 | Coolie                      | Salma                         | Hindi            |                                                   |
| 1983 | Pyaasi Aankhen              |                               | Hindi            |                                                   |
| 1983 | Ghungroo                    | Rani Maa                      | Hindi            |                                                   |
| 1984 | Sunny                       | Gayatri Inderjeet             | Hindi            |                                                   |
| 1984 | Mashaal                     | Sudha Kumar                   | Hindi            |                                                   |
| 1984 | Maqsad                      | Sharda                        | Hindi            |                                                   |
| 1985 | Bayen Hath Ka Khel          |                               | Hindi            |                                                   |
| 1986 | Simhasanam                  | Rajmata Vardhan               | Telugu/ Hindi    |                                                   |
| 1986 | Allah Rakha                 | Advocate Salma Anwar          | Hindi            |                                                   |
| 1989 | Chandni                     | Mevr. Khanna                  | Hindi            |                                                   |
| 1991 | Lamhe                       | Daijaan                       | Hindi            |                                                   |
| 1991 | Swayam                      | Aparajita Chitre              | Hindi            |                                                   |
| 1994 | Ulfat Ki Nayee Manzilen     | Geeta                         | Hindi            |                                                   |
| 2002 | Om Jai Jagadish             | Saraswati Batra               | Hindi            |                                                   |
| 2005 | Water                       | Bhagavati                     | Hindi            |                                                   |
| 2005 | Maine Gandhi Ko Nahin Mara  | schoolhoofd Khanna            | Hindi            |                                                   |
| 2005 | 15 Park Avenue              | Mevr. Mathur / Mevr. Gupta    | Engels/Bengaals  |                                                   |
| 2006 | Rang De Basanti             | Mevr. Rathod                  | Hindi            |                                                   |
| 2006 | Chukkallo Chandrudu         | Padmavathi                    | Telugu           |                                                   |
| 2009 | Delhi 6                     | Annapurna Mehra               | Hindi            |                                                   |
| 2013 | Love in Bombay              | Preeti Mehra                  | Hindi            |                                                   |
| 2015 | Arshinagar                  | Dadijaan                      | Bengaals         |                                                   |
| 2017 | The Song of Scorpions       | Zubeidaa                      | Hindi            |                                                   |
| 2018 | Vishwaroopam II             | Wisam's moeder                | Tamil/ Hindi     |                                                   |
| 2020 | Skater Girl                 | Maharani                      | English-Hindi    | Netflix film                                      |